# Realitní makléř
Realitní makléř je osoba, která zprostředkovává prodej či pronájem nemovitostí. Může se zaměřovat buď na rezidenční bydlení, nebo na komerční nemovitosti. Právní výraz pro tuto profesi je realitní zprostředkovatel.

## Situace v České republice
Realitní makléři v České republice musí prokazovat odbornou způsobilost. Jejich činnost spadá do tzv. vázaných živností.
Realitní makléři v České republice se sdružují do dvou uskupení. Jedná se o Asociaci realitních kanceláří ČR (založena v roce 1991, největší profesní sdružení odborníků, obchodníků a dalších profesionálů působících na českém trhu s nemovitostmi) a Českou komoru realitních kanceláří (založena v roce 2008).

## Historie
Ačkoliv tento druh podnikání je v České republice znám již od totalitního režimu, první jednotky provozující zprostředkovatelskou činnost začaly vznikat až v roce 1990. V dobách totality bylo totiž podnikání nelegální a byty či domy se daly pouze po vzájemně dohodě vyměnit. Právě na těchto obchodech již tenkrát profitovali různí zprostředkovatelé a obchodníčci.[zdroj?]
Dlouhou dobu bylo realitní makléřství neregulováno, což změnil až zákon o realitním zprostředkování.

## Odměna realitního makléře
Výše provize za zprostředkování prodeje jsou různé, obvykle činí 3–5 % prodejní ceny (+DPH). U zprostředkování pronájmu je provize zpravidla jeden měsíční nájem a platí ji buď pronajímatel, nebo nájemce (většinový případ).

### Realitní makléř
- je znalec, který je schopen na základě svých zkušeností reálně stanovit aktuální cenu nemovitosti a predikovat její vývoj
- je nezávislou osobou, zprostředkovává mezi dvěma rozdílnými názory – kupující versus prodávající
- musí ovládat umění komunikace, a dokázat sjednocovat rozdílné názory
- je autoritou, která nejen že určuje aktuální hodnotu nemovitosti, ale měl by být obeznámen s jejím právním a fyzickým stavem a musí se orientovat i v jiných oblastech, které s jeho oborem úzce souvisí, právo, daně, hypotéky aj.
- vyhledá nemovitosti napříč trhem a doporučí tu nejvhodnější, která splňuje požadavky klienta
- zhodnotí rizikovost koupě jak po právní tak technické stránce, poskytne kupujícímu veškeré potřebné informace a zároveň nestranný a nezaujatý pohled, na jehož základě se může kupující správně rozhodnout, případně od koupě odstoupit
- je oprávněn vykonávat svou činnost dle zákona o realitním zprostředkování a je odborně způsobilý a bezúhonný
- je pojištěný pro případ povinnosti uhradit svému klientovi újmu, a to s limitem pojistného plnění nejméně ve výši 1750000 Kč na jednu pojistnou událost a nejméně ve výši 3500000 Kč pro případ souběhu více pojistných událostí v jednom roce